# Кобялко, Радек
Радек Кобялко (пол. Radek Kobiałko; род. 3 декабря 1969, Ополе, Польша) — польский продюсер, режиссёр и сценарист телевизионных программ; музыкальный продюсер польских и заграничных звёзд. Также известен как основатель и президент медийной компании Fabryka nr1.

## Биография
В 1989 году Радек Кобялко стал соучредителем одного из первых независимых еженедельников, а в 1992 г. с коллегами создал одну из первых частных радиостанций — радио O’le. Он стал программным директором радио, презентовал и защитил эфирную сетку радиостанции перед Государственным советом по вопросам телевидения и радиовещания. В 1994, 1995 годах был одним из продюсеров Национального фестиваля польской песни в Ополе. Когда в Польше начали создавать коммерческие телеканалы он начал сотрудничать с ними, сначала как независимый журналист, а потом и как выпускающий продюсер (Polsat, TVN i RTL7).
На заказ программного директора телеканала Polsat, Богуслава Хработы, в 2001 году Радек Кобялко приготовил анализ программ телеканала, а также предложил создать новые фирменные программы для телеканала — такие как Idol и реалити-шоу «Bar». После этого канал поручил ему заняться имиджем реалити-шоу «Bar», а ATM Grupa S. A. предложила продуцировать все ивенты программы. Его считают идеологом и соавтором всех успехов этой программы.
В пяти выпусках программы Кобялко спродюсировал около сотни выступлений разных групп, большинство из них «вживую». Он первым внедрил новые технологии на телеканале: рингтоны, обои, java игры и интерактивные комментарии на мобильные телефоны.
Вместе с Мачейем Павлицким он стал продюсером престижного новогоднего шоу, которое стало началом циклического, самого масштабного на польском ТВ, музыкального проекта — Stratosfera и ток-шоу Polacy. В программе Stratosfera Кобялко первым предложил и воплотил в жизнь продажу рингтонов для мобильных телефонов с помощью смс-сообщений. Радек Кобялко стал первым поляком в составе жюри конкурса Miss World и креативным продюсером проекта Miss World 2007.

## Музыкальный продюсер
В 2005 году Радек Кобялко продюсировал первую в Польше и вторую в Европе мобильную песню (рингтон). Композиция Da Luxe & Warren G.- Hypnotizing me стала лидером по количеству загрузок в Польше и второй в мире, после Hung up от Мадонны. Радек стал продюсером диска Groove me Da Luxe, который оказался в ТОР 10 на телеканале MTV в 20 странах. К самым популярным программам на польском телевидении принадлежат проекты, продюсированные Радеком Кобялко: от первого в мире заключения брака в реалити-шоу до концертов Zucchero, Paul Young, Криса де Бурга, Matt Bianco и Basia Trzetrzelewska, The Rasmus, Гару. К его достижениям также нужно прибавить единственное в Польше выступление скандальной русской группы Tatu и единственное, после распада, выступление Modern Talking.

## Fabryka nr1
Созданная Радеком Кобялко медийная компания Fabryka nr1 является первым официальным партнером YouTube в Польше. Компания работает в сфере интернет-коммуникаций, рекламы, ивентов и мобильных технологий. Два собственных интернет канала «freetvpl» и «kartony4FunTV» стали для компании пионерскими проектами, успех которых, в виде многомиллионной аудитории зрителей, вывел её на уровень подписания договора о сотрудничестве с сервисом YouTube.
С разработками в сфере мобильных технологий компания стартовала в 2009 году, получив дотацию от ЕС, как победитель программы 8.1 Инновационная Экономика (авт. 8.1 Innowacyjna Gospodarka). На сегодняшний день компания Fabryka nr1 реализовывает проект мультимедийных путеводителей Crazy Dwarf (в 5 языковых версиях), предназначенных для мобильных телефонов, iPad-ов и других планшетов на базе операционной системы Android, а также IOS.
Созданная Радеком Кобялко, компания работает также в сфере рекламы и ивентов. Среди клиентов фирмы есть такие бренды как Dolce & Gabbana, Police и Pilot. Для последнего, Fabryka nr1 реализовала маркетинговую интернет-кампанию. В 2010 году Fabryka nr1 выпустила промофильм посвященный 10-летию PARP (Польское агентство развития промышленности).
Компания имеет непосредственное отношение к Expo 2008 в Сарагосе (Испания). Президент компании, Радек Кобялко был режиссёром, сценаристом и продюсером Дня Польши на Всемирной выставке. Путём голосования, польская презентация получила почетное третье место среди 100 представленных стран.

## Продюсер телевизионных программ
- 2001—2002 — несколько десятков фельетонов для Kurier TV, Zoom, Polsat, TV4, RTL7
- 2002—2004 — спродюсировал более 100 выступлений коллективов в пяти программах реалити-шоу «Bar» на канале Polsat
- 2004—2005 — продюсер новогоднего шоу для TVP
- 2005 — сценарий и продюсирование фестиваля Jedynki w Sopocie для TVP 1
- 2007 — креативный продюсер конкурса Miss World TVP
- 2007 — продюсер и режиссёр концерта Machinery 2007 — вручение наград ежемесячника Machina для TV4
- 2008 — продюсер, режиссёр и сценарист Дня Польши на Expo 2008 в Сарагосе (Испания)
- 2010 — продюсер документального фильма посвященного десятилетию PARP (Польское агентство развития промышленности)

## Режиссёр телевизионных программ
- 2006 — ток-шоу Polacy для TVP
- 2007—2008 — Pytanie na śniadanie уикенд-шоу для TVP2
- 2007 — Открытка для св. Николая — художественный проект для TVP2
- 2008 — телетурнир Dzieciaki górą! для TVP2
- 2008 — документальный фильм — «Варшава 1944 — Ополе 2006» (сценарий и режиссура) для TVP2 и TVP Polonia
- 2009—2011 — сценарий и режиссура для мультимедийных путеводителей городами Европы.

## Семья
Его женой является известная польская певица Margo (пол. Małgorzata Gadzińska-Kobiałko, 25 декабря 1976 г.)